# Spielplatz
Spielplatz (Duits voor “speeltuin”) is het oudste en nog bestaande (2018) resort voor naturisten in het Verenigd Koninkrijk sinds 1929. Het terrein van 4,5 hectare ligt in Bricket Wood, in het Engelse graafschap Hertfordshire, even ten noordwesten van Londen.

## Geschiedenis
Het resort is opgericht door Dorothy en Charles Macaskie. Zij vertrokken met een tent uit Londen naar een oud nog niet door mensen beïnvloed bos nabij Bricket Wood. Deze  in hun ogen utopische plek, hun "Green Monastery" (groene klooster), noemden zij "Play Place" (speelplaats). In de weekenden werden zij vergezeld door meer mensen. Tot 1947 was een van hen Ross Nichols, stichter van de Orde van Barden, Ovaten en Druïden. Op zijn beurt trok deze zowel collega druïden als Gerald Gardner aan. Gardner zou hier later wicca als moderne religie uiten.

## Film en media
Op Spielplatz zijn opnamen gemaakt voor televisie en film, zoals Nudist Memories (1959), Naked as Nature Intended (1961) met Pamela Green en Confettii (2006).
Als onderdeel van de documentaireserie Out of Step bij ITV in 1957, heeft onderzoeksverslaggever Dan Farson Spielplatz bezocht. Hier interviewde hij het naturistenpaar Macaskie en hun dochter. Er wordt geclaimd dat in deze documentaire voor het eerst een naakte vrouw op televisie zou zijn getoond.
In 2015 heeft Lauren Verster er voor haar documentaire serie Lauren! opnamen gemaakt die door de AVROTROS zijn uitgezonden.

## Voorzieningen
Er zijn huur- en koop-chalets, een camping, zwembad, sauna en clubhuis/bar en diverse sportfaciliteiten. Direct buiten de bebouwing in eigen bos liggen wandelpaden waar naakt kan worden gewandeld of gejogd. Spielplatz heeft een dorps karakter. Het biedt mogelijkheden voor zowel recreatieve als permanente bewoning.